# 草酸铽
草酸铽是铽的草酸盐，化学式为Tb2(C2O4)3，其十水合物可由氯化铽和草酸在水溶液中反应得到。它的十水合物受热逐步失水，并得到无水物，继续加热得到七氧化四铽，隔绝空气分解生成三氧化二铽，分解的气体产物是一氧化碳和二氧化碳。它和盐酸反应得到H[Tb(C2O4)2]·6H2O。